# Peadar Kearney

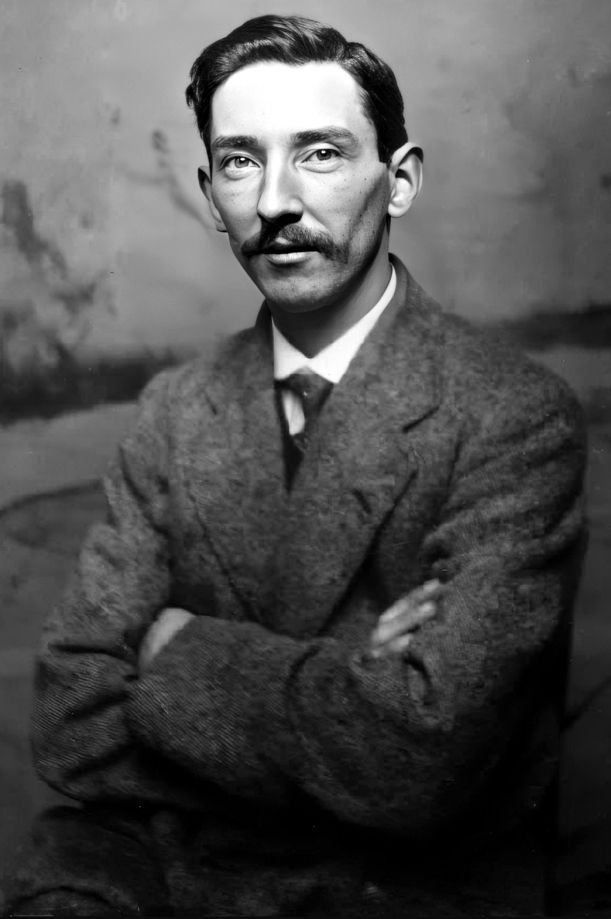
Peadar Kearney (1912)

Peter Paul Kearney, genannt Peadar Kearney (irisch Peadar Ó Cearnaigh; * 12. Dezember 1883 in Dublin, Irland; † 24. November 1942 in Inchicore, Dublin, Irland) war ein Revolutionär, Dichter und Autor. Er schrieb den englischen Text für die irische Nationalhymne, Amhrán na bhFiann.

## Leben

### Kindheit und Jugend
Peadar Kearney wurde in der Dorset Street in Dublin als ältestes von sechs Kindern (drei Söhne, drei Töchter) geboren. Sein Vater war John Kearney, ein Lebensmittelhändler und Geschäftsmann, seine Mutter Katie Kearney, geb. McGuinness.
Er besuchte zunächst eine Modellschule, bevor er zur katholischen Knabenschule im Dubliner Stadtteil Marino wechselte. Kearney war kein fleißiger Schüler, deshalb entschied sein Vater früh, ihn eine Lehre bei O’Neill’s, einer Reparaturwerkstatt für Fahrradreifen, machen zu lassen.
1901 trat er der Gaelic League bei und wenig später leistete er den Eid der Irish Republican Brotherhood (IRB). Weil er sich für Musik und Theater interessierte, wurde er 1904 zunächst Requisiteur und später Bühnenmanager beim Abbey Theatre.

### Sein berühmtestes Stück
Kearney schrieb die Texte vieler patriotischer Lieder für die IRB, die dann oft von seinem Freund Patrick Heeney (1881–1911) vertont wurden. 1907 entschied sich Kearney, ein mitreißendes Refrainlied zu komponieren. Er schrieb es teils zu Hause und teils im Swiss Café an der Ecke der Sackville Street (heute O’Connell Street). Heeney lieferte die Melodie. Das Ergebnis war A Soldier’s Song, ein Soldatenlied, das zunächst nur mäßige Beliebtheit gewann. Nach Heeneys Tod schickte Kearney das Stück Bulmer Hobson, der es in der Zeitung Irish Freedom veröffentlichte. Als sich 1914 die Irish Volunteers gründeten, übernahmen sie A Soldier’s Song als ihr Marschlied. Nach dem missglückten Osteraufstand 1916 wurde das Lied zur Hymne der Republikaner. Im selben Jahr wurde es zum ersten Mal in Amerika gesungen, als es der Sänger Viktor Herbert in New York darbot.

### Revolutionäre Jahre
In der Zwischenzeit war Kearney weniger erfolgreich. Er schrieb zwei Theaterstücke, eines davon über Wolfe Tone, die beim Publikum durchfielen. Anschließend versuchte er sich in der Malerei und gab Irisch-Unterricht, wobei Seán O’Casey einer seiner Schüler war. Als er 1913 in Glasgow Arbeit suchte, schlug auch das fehl.
Am 15. Februar 1914 heiratete er Eva Flanagan.
1916 tourte er mit dem Abbey Theatre durch England, kehrte aber nach Irland zurück, um bei dem geplanten Aufstand dabei zu sein. In der Osterwoche kämpfte er an der Jacob’s Keksfabrik und konnte einer Verhaftung entkommen, als der Aufstand endgültig niedergeschlagen wurde. Während des Unabhängigkeitskrieges wurde er am 25. November 1920 verhaftet und verbrachte ein Jahr im Internierungslager in Ballykinlar, County Down. Nach Abschluss des Anglo-Irischen Vertrages wurde er im Dezember 1921 auf freien Fuß gesetzt und schlug sich auf die Seite der Vertragsbefürworter. So wurde er amtlicher Zensor in den Gefängnissen von Kilmainham und Port Laoise. Als er vom Tod seines Freundes Michael Collins erfuhr, wandte er sich desillusioniert von politischen Aktivitäten ab. Sein berühmtestes Stück fand jedoch seinen endgültigen Durchbruch: 1926 wurde der Beschluss gefasst, A Soldier’s Song, inzwischen von Liam Ó Rinn mit einem irischen Text versehen, als Amhrán na bhFiann zur Nationalhymne Irlands zu wählen.

### Weitere bekannte Lieder
Über den Text der Nationalhymne hinaus schrieb Keadar etliche weitere Songs, die noch heute beliebt sind. Michael Dwyer keeps his word und The flag of green entstanden noch in der Zusammenarbeit mit Patrick Heeney. Doch auch The three-coloured ribbon, Down by the glenside (auch bekannt als The bold Fenian men), Down by the Liffey side, Knockcroghery und Erin Go Bragh sind noch heute in den Repertoires von Irish-Folk-Sängern und -Bands zu finden.

### Verwandtschaftsbeziehungen
Durch die Heirat seiner Schwester Kathleen Kearney mit Stephen Behan (einem der „Zwölf Apostel“ der Kommandoeinheit von Michael Collins) war Kearney Onkel derer Söhne Brendan Behan, Brian Behan und Dominic Behan.
Der Sohn seiner Schwester Margaret, sein Neffe Séamus Bourke, veröffentlichte 1957 eine Biografie über ihn, The Soldier’s Song: The Story of Peadar Ó Cearnaigh, und 1976 Kearneys Briefe an seine Frau aus dem Gefängnis, My Dear Eva… Letters from Ballykinlar Internment Camp, 1921.

### Bis zum Lebensende
Nachdem er sich 1922 aus den politischen Aktivitäten zurückgezogen hatte, arbeitete Kearney als Gebäudeanstreicher.
Als sein Werk Amhrán na bhFiann Nationalhymne geworden war und Theater und Radiostationen begannen, sie regelmäßig zum Programmende zu spielen, versuchte Kearney, Tantiemen einzuklagen. Er forderte 1934 vom Staat, die Rechte an dem Werk für 980 Pfund zu erwerben. Die Hälfte davon beanspruchte er für sich, die andere Hälfte für die Erben von Patrick Heeney. Tatsächlich hat er niemals Geld für das Stück erhalten.
Peadar Kearney starb 1942 relativ verarmt in seinem Haus in Inchicore, Dublin.
Sein Neffe Brendan Behan saß zu dieser Zeit im Gefängnis und erhielt nicht die Genehmigung, an seiner Beerdigung teilzunehmen. Er schrieb an Kearneys Sohn Pearse:

“My Uncle Peadar was the one, outside my own parents, who excited the admiration and love that is friendship.”

„Mein Onkel Peadar war derjenige, der mir, abgesehen von meinen Eltern, die Bewunderung und Liebe gezeigt hat, die Freundschaft bedeutet.“

Peadar Kearney wurde auf dem Glasnevin Cemetery begraben.

## Fotogalerie

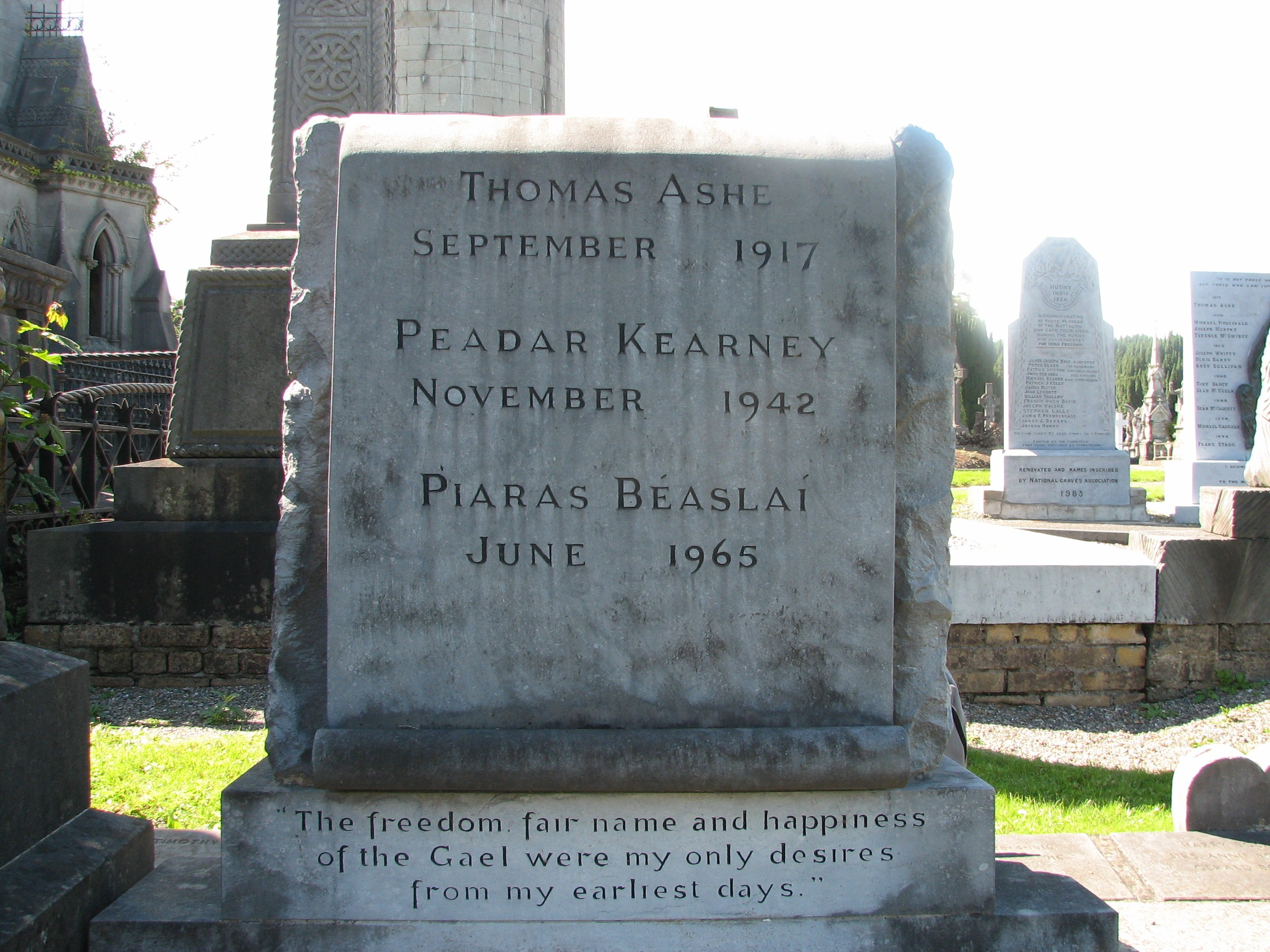
Peadar Kearneys Grab auf dem Glasnevin Cemetery
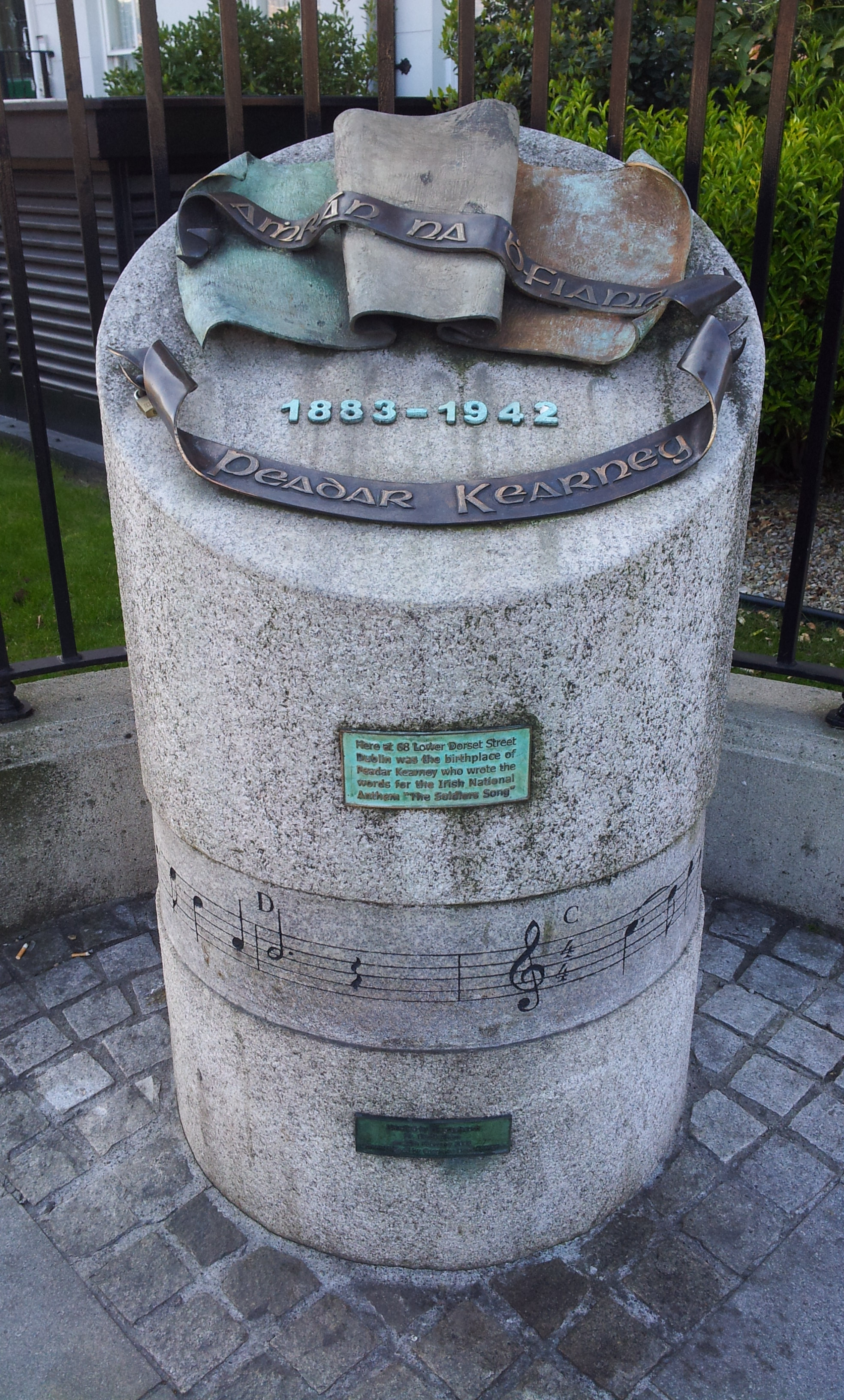
Denkmal für Peadar Kearney in der Lower Dorset Street, Dublin